# Polyméthacrylate
Les polyméthacrylates sont les polymères organiques des sels ou des esters de l'acide polyméthacrylique (PMA) dérivé de l'acide méthacrylique.
Compte dans cette famille : 
- Les sels de polyméthacrylate :
  - polyméthacrylate de lithium ;
  - polyméthacrylate de sodium ;
- Les esters de polyméthacrylate également nommés polyméthacrylates d'alkyle :
  - polyméthacrylate de méthyle (PMMA) ;
  - polyméthacrylate d'éthyle (PEMA) ;
  - polyméthacrylate de butyle (PBMA) ;
  - polyméthacrylate de lauryle.

Les polyméthacrylates et l'acide polyméthacrylique appartiennent à la famille des polyméthacryliques dont la formule générale est -[(ROCO)C(Me)CH2]- dans laquelle R est respectivement un alkyle ou un atome d'hydrogène. En présence de sel ou d'acide, l'hydrogène est remplacé par un cation.